# Lillafüredi libegő
A lillafüredi libegő Lillafüred és Jávorhegy között működő drótkötélpályás felvonó, amelyet 2015. november 30-án adtak át, és 2016. május 1. óta használható.
Kiinduló állomása Lillafüreden az Erzsébet sétányon található, ahonnan körülbelül egy kilométer hosszan, 263 méteres szintkülönbségen szállítja az utasokat a 606 méter magas Jávorhegyre. A felvonó egyszerre több mint 198 embert szállíthat. Mellette rollerösvényt és egy Oxigén nevű túraútvonalat is kialakítottak. Nagy forgalom esetén 0,65 méter/másodperc sebességgel megy, de mivel gyerekek és idősek le- és felszállásához le szokták lassítani, fél óra az út. Kis forgalomnál 0,8 méter/másodperc sebességgel megy, maximális sebessége 1,8 méter/másodperc, mivel azonban minden le- és felszállásnál le kellene lassítani, így ezen sebességen nem használják. A felvonót egyetlen, az alsó állomáson felszerelt, 220 kW-os egyenáramú motor hajtja, a drótkötél 10 tonnát bír, 43 kN-nal van feszítve, az ülések kétszemélyesek.
A 685 millió forintos beruházás kivitelezője a budapesti Libegőpark Kft., az építkezés nagyrészt európai uniós támogatásból valósult meg. Az öt benyújtott miskolci pályázat közül hármat fogadtak el, köztük a legmagasabb összegű, 479,2 millió forintos támogatást nyerte el a Lillafüredi libegő és kapcsolódó attrakciók telepítése (a másik két nyertes pályázat a szintén Lillafüredre tervezett DVTK Szabadidőpark (végleges nevén Lillafüredi Sport- és Kalandpark), amely 352,1 millió, és a Református emlékutak – zarándokutak, amely 326,9 millió forintos támogatást kapott).

## Külső hivatkozások
- Hivatalos oldal – Libegőpark.hu